# 1962年世界女子手球錦標賽
1962年世界女子手球錦標賽為第2屆世界女子手球錦標賽，是一項由國際手球總會（IHF）主辦的全球性手球賽事。本屆賽事於1962年7月7日-15日在羅馬尼亞舉行；賽事總共有9支隊伍參加，最終由東道主羅馬尼亞國家女子手球隊奪得冠軍。

## 最終排名
| 排名 | 隊伍         |
| ---- | ------------ |
| 金牌 | 羅馬尼亞     |
| 銀牌 | 丹麦         |
| 銅牌 | 捷克斯洛伐克 |
| 4    | 南斯拉夫     |
| 5    | 匈牙利       |
| 6    | 苏联         |
| 7    | 波蘭         |
| 8    | 西德         |
| 9    | 日本         |